# Dankmar Bosse
Dankmar Bosse (* 30. Mai 1940 in Weimar) ist ein deutscher Geologe.

## Leben
Bosse studierte an der Bergakademie in Freiberg/Sachsen Geologie, Paläontologie und Mineralogie und arbeitete bis 1989 im Zentralen Geologischen Institut in Berlin-Ost, überwiegend an Themen zur Regionalgeologie Mitteleuropas. Danach war er freiberuflich tätig mit Seminaren, Vorträgen, Exkursionen und Geologieepochen an Waldorfschulen. Seit der Studienzeit widmet er sich der anthroposophischen Forschungsarbeit auf allen geowissenschaftlichen Gebieten. Nach Erscheinen seines Buches "Die gemeinsame Evolution von Erde und Mensch" wurden ihm von Wolfgang Schad und anderen Goetheanisten Verfälschungen des verwendeten Quellenmaterials und naturwissenschaftlich nicht haltbare Interpretationen vorgeworfen.
Bosse lebt in Berlin-Pankow.

## Veröffentlichungen
- Vergleich der anthroposophischen und der geologischen Gliederung der Erdgeschichte. In: Der Merkurstab, 45. Jahrgang, Heft 4, Juli/August 1992, Seite 291–310.
- Johann Wolfgang von Goethe: Die Metamorphose des Granits. Substanz- und Gestaltbildung des Erdorganismus. Stuttgart 1994 (Hrsg.).
- Goethes Initiation und die Ursphäre der Erde. Carl Unger Preis 1995. Studien und Versuche 40. Stuttgart 1995.
- Die gemeinsame Evolution von Erde und Mensch: Entwurf einer Geologie und Paläontologie der lebendigen Erde. Stuttgart 2002.
- Die Lebenssphäre der Erde: Ihre Evolution in den geologischen Phänomenen, Rudolf Steiners Forschungen und in Goethes Studien. Stuttgart 2012.
- Die Evolution der Minerale zwischen Kosmos und Erde: Entwurf einer Mineralogie und Kristallografie der lebendigen Erde. Stuttgart 2015.